# Beyries
Beyries (gaskonsko Veirias) je naselje in občina v francoskem departmaju Landes regije Akvitanije. Naselje je leta 2009 imelo 102 prebivalca.

## Geografija
Kraj leži v pokrajini Gaskonji 42 km jugovzhodno od Daxa.

## Uprava
Občina Beyries skupaj s sosednjimi občinami Amou, Argelos, Arsague, Bassercles, Bastennes, Bonnegarde, Brassempouy, Castaignos-Souslens, Castelnau-Chalosse, Castel-Sarrazin, Donzacq, Gaujacq, Marpaps, Nassiet in Pomarez sestavlja kanton Amou s sedežem v Amouju. Kanton je sestavni del okrožja Dax.

## Zanimivosti
- cerkev sv. Blaža,
- grad Château de Beyries.